# Šenkovec
Šenkovec (maďarsky Szentilona) je vesnice a správní středisko stejnojmenné opčiny v Chorvatsku v Mezimuřské župě. Nachází se asi 2 km severovýchodně od Čakovce, 11 km jihovýchodně od města Mursko Središće, 15 km severovýchodně od Varaždinu a asi 97 km severovýchodně od Záhřebu. Podle údajů z roku 2021 žilo v celé opčině 2 724 obyvatel, z toho 2 346 v samotném Šenkovci a 328 v připadající vesnici Knezovec. Počet obyvatel opčiny až do roku 2021 stoupal.
Šenkovec je de facto jedním z předměstí Čakovce, svým zastavěným územím navazuje na sousední vesnice Mačkovec a Mihovljan. Je zde křižovatka státních silnic D209 a D227, protékají tudy potoky Hrebec, Lateralac a Pleškovec. Kromě hlavní části též náleží k Šenkovci osada Ksajpa. Nachází se zde kostel a kaple, oba jsou zasvěceny svaté Heleně.

## Obyvatelstvo
Naprostou většinu obyvatel (99,24 %) tvoří Chorvati. Rovněž zde ovšem žije po pěti Slovincích a Srbech (0,17 %), dva Češi (0,07 %) a po jednom Bosňákovi a Rumunovi (0,03 %).
Většina obyvatel (92,81 %) vyznává římskokatolické křesťanství, pět lidí (0,17 %) se hlásí k pravoslavné církvi, 22 lidí (0,76 %) k protestantským církvím a dva (0,07 %) k ostatním křesťanským církvím. Osmnáct lidí (0,63 %) se řadí mezi agnostiky a skeptiky, 85 lidí (2,95 %) patří mezi ateisty a 74 obyvatel (2,57 %) se ke své víře nevyjádřilo.

## Odkazy

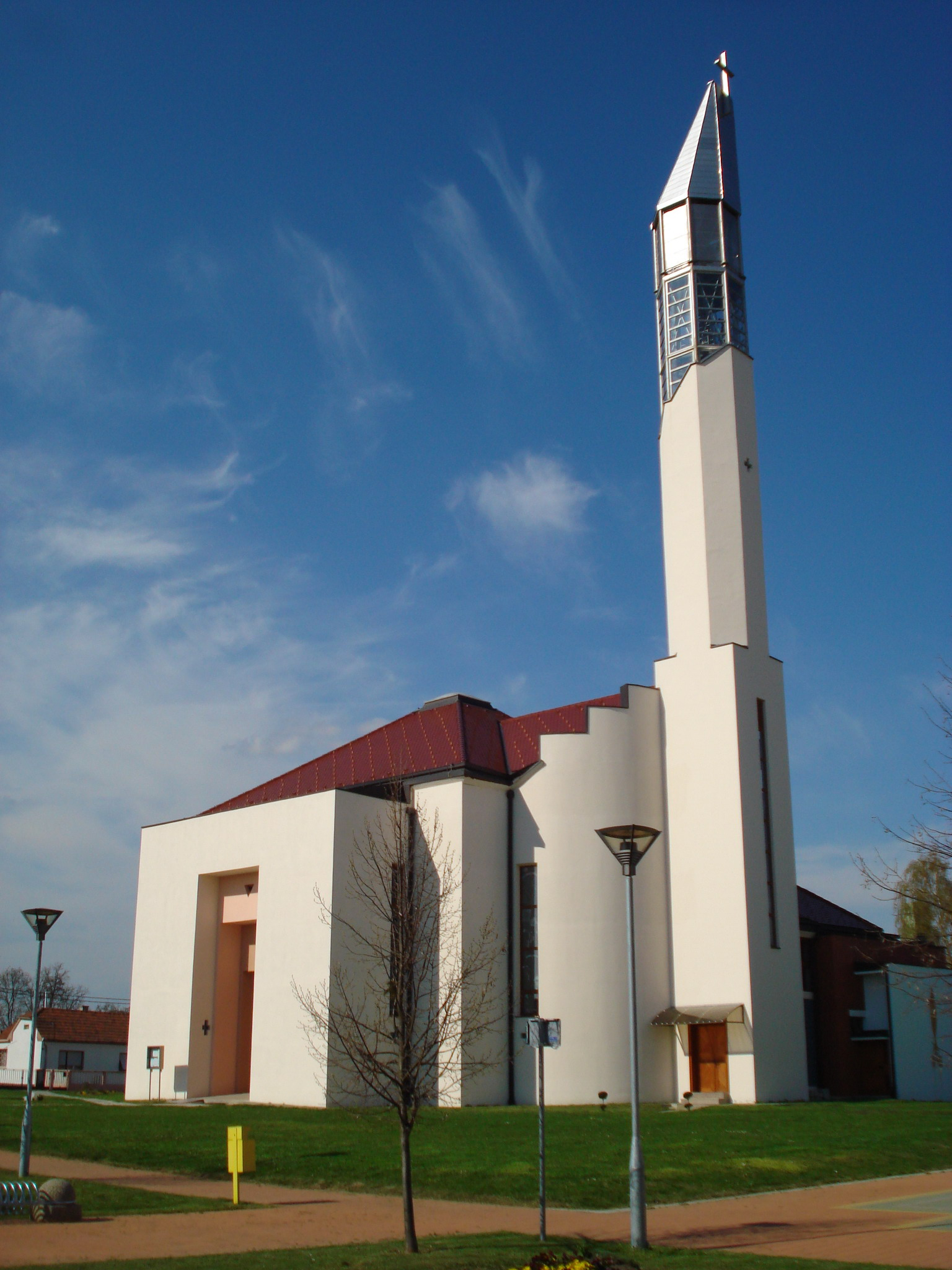
Kostel svaté Heleny v Šenkovci

## Sousední vesnice
| Růžice kompasu | Mali Mihaljevec | Knezovec | Mačkovec  | Růžice kompasu |
| Růžice kompasu | Brezje Slakovec | Sever    | Mihovljan | Růžice kompasu |
| Růžice kompasu | Brezje Slakovec | Šenkovec | Mihovljan | Růžice kompasu |
| Růžice kompasu | Brezje Slakovec | Jih      | Mihovljan | Růžice kompasu |
| Růžice kompasu | Dunjkovec       |          | Čakovec   | Růžice kompasu |